# Portel (tiểu vùng)
Portel là một tiểu vùng thuộc bang Pará, Brasil. Tiều vùng này có diện tích 45096 km², dân số năm 2007 là 95780 người.